# 牛望道
古斯塔沃·薩賓諾·瓦卡·納爾瓦哈（Gustavo Sabino Vaca Narvaja，1975年4月8日—），中文名牛望道，阿根廷政治學家和外交官，原阿根廷駐中華人民共和國大使。

## 生平
1975年4月8日，牛望道生於阿根廷科爾多瓦市。

## 著作
- 《為什麼是中國？全面戰略伙伴關系探析》（¿Por qué China? Miradas sobre la Asociación Estratégica Integral）
- 《中國、拉美與新絲路地緣政治》（China, América Latina y la geopolitica de la nueva ruta de la seda）